# Бережки (Красноярский край)
Бережки — село в Канском районе Красноярского края. Входит в состав Филимоновского сельсовета.

## История
В 1976 году Указом Президиума ВС РСФСР посёлок фермы № 7 совхоза «Красный Маяк» переименован в Бережки.
Законом Красноярского края от 6 июля 2004 года № 11-2174 статус посёлка Бережки изменён на село.

## Население
| 2010 |
| ---- |
| 331  |